# 杉山優華
杉山 優華（すぎやま ゆうか、1992年8月29日 - ）は、日本のタレント。京都府舞鶴市出身。よしもとクリエイティブ・エージェンシー大阪所属。血液型B型。

## 人物
- NSC女性タレントコース5期生。
- 愛称は、ゆうか、舞ドル、すぎゃぎゃ、優ちゃん、たみゃ、学園長。
- 吉本発アイドルユニットつぼみのメンバー。旧チーム体制ではcuteに所属し、2014年7月27日に梅田HEPHALLにて行われたイベント「つぼみフェス2014」にて発足された新チーム体制によりチームCoolに移籍した。その後2015年4月のメジャーデビューによるチーム再編成により「アイドル選抜」と「パワフル選抜」（2016年5月27日より「コスモス」「パワーフラワー」に改称）に名称変更され、相方の松下千紘、樋口みどりこ、糸原沙也加と共にアイドル選抜に選ばれる。
- 同期の松下千紘と「こまごめピペット」というユニットを組んでいる。
- キャッチコピーは「つぼみのハスキーボイス担当」かつては「つぼみのキューティダンサー」であった。
- つぼみ内ダンスユニットmixのメンバー。バトンが得意で鶴のように舞い踊る、この他ヌンチャクやハスキー声を活かしたニャンちゅうのモノマネも得意。
- 好きな花は、すずらん、ひまわり。
- チャームポイントは、笑顔。
- 2013年12月より、不定期にこまごめピペット名義でダンスをニコニコ動画やYouTubeで披露している。

## 出演

### インターネット動画
現在
- つぼみ大革命の革命ナイト（ニコニコ動画）

過去
- つぼみのもっと前進！（ニコニコ動画）

- つぼみのニコニコランド（金曜日、ニコニコ動画）
- ビタペディア（2015年4月15日・22日、eo光チャンネル）

### テレビ
現在
- つぼみ公演（kawaiianTV） 過去に行われた舞台の録画放送、こまごめピペットとして出演

過去
- アニメ&特撮大好き！O・BA・MA内のコーナー｢特捜指令！O・BA・BA｣（Music Japan TV）
- ツキギメ! 奇跡のムチャぶり大作戦 ムチャレンジ!! （2013年5月8日、関西テレビ）
- もってる!? モテるくん（2014年2月8日、読売テレビ）
- 笑い飯のおもしろテレビ（2014年11月18日・2015年2月3日・2月11日・7月7日、サンテレビ）
- ロケみつ フライデー（毎日放送）こまごめピペットとして不定期出演
- ボートのつぼみ（サンテレビ）
- どきワク関西（火曜日のみ、J:COMチャンネル）

### ラジオ
現在
- つぼみのじゃんぐる♥レディOh！（火曜日のみ、YES-fm）レギュラー出演
- つぼみ大革命のOSAKA DNA（FM大阪）

### DVD
- つぼみの開花宣言!! 〜はじめてのDVDガンバリました!〜（2011年2月9日発売）

### 舞台
- 「つぼみの開花宣言!!vol.1 〜はじめましてつぼみです。 桜の稲垣早希さんも応援に来てくれました。〜」(2009年11月22日、ヨシモト∞ホール大阪)
- 「つぼみの開花宣言!!vol.2 〜新年一回目のつぼみです。vol.2ができるのは皆さんのおかげです。〜」(2010年1月31日、ヨシモト∞ホール大阪)
- 「つぼみの開花宣言!!vol.3 〜つぼみと一緒にお花見しませんか♪〜」(2010年3月28日、ヨシモト∞ホール大阪)
- ｢CORENET.eva (2010年5月5日、TRIANGLE)｣
- 「つぼみの開花宣言!!vol.4 〜新しいつぼみです。みんなの顔と名前を覚えてくださいね。〜」(2010年6月20日、ヨシモト∞ホール大阪)
- 「Magic Spell マジスペ！〜魔法の呪文ありますか？〜」(2010年7月22日 - 7月25日、京橋花月)
- 「つぼみの開花宣言!!vol.5 〜京橋花月で夏祭り！みんなで来てくださいね。〜」(2010年8月21日、京橋花月)
- 「つぼみ博覧会!!vol.1」(2010年9月23日、in→dependent theatre)
- 「つぼみの開花宣言!!vol.6 〜京橋花月で学園祭！みんなでもりあがりましょうね。〜」(2010年11月23日、京橋花月)
- 「つぼみ博覧会!!vol.2 〜クリスマススペシャル〜」(2010年12月23日、ヨシモト∞ホール大阪)
- 「つぼみの開花宣言!!vol.7 〜ABCホールでバレンタイン！みんなで楽しみましょうね。〜」(2011年2月20日、ABCホール)
- 「つぼみの開花宣言!!vol.8 〜つぼみと一緒にお花見しませんか♪〜」(2011年4月16日、京橋花月)
- 「THE アイスビールショー」(2012年1月15日、5upよしもと) - つぼみダンス選抜ユニットmixの一員として出演

他